# Willemstad

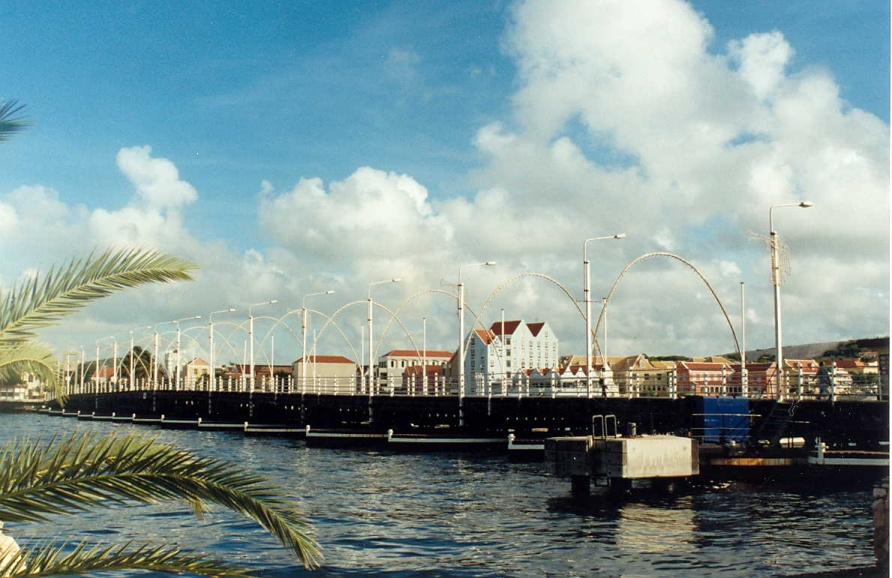
Most Królowej Emmy z 1886 r. łączący część miasta Punda z Otrobandą

Willemstad (wym. ˈʋɪləmˌstɑt) – stolica, dystrykt (district) i największe miasto kraju autonomicznego Curaçao, należącego do Holandii, w Ameryce Południowej. Leży na wyspie Curaçao, do 10 października 2010 stolica Antyli Holenderskich. Liczba mieszkańców wynosi 136 600 (23 marca 2011), jest największym miastem Karaibów Holenderskich.
Dawniej Willemstad był przede wszystkim centrum rafineryjnym dla Shella, obecnie ma głównie znacznie turystyczne (znajduje się w nim m.in. kilka kasyn). Ze względu na walory historyczne stare miasto i stary port zostały wpisane w 1997 r. na listę światowego dziedzictwa UNESCO.

## Geografia
Miasto leży w południowo-zachodniej części wyspy, nad zatokami Schottegat oraz Sint Annabaai.

## Podział administracyjny
Miasto podzielone jest na 41 dzielnic (wijk), w skład których wchodzą osady (buurt):
- Asiento
- Berg Altena
- Bonam
- Brievengat
- Buena Vista
- Dok
- Domi
- Dominguito
- Fortuna
- Groot Kwartier
- Groot Piscadera
- Habaai
- Kanga/Dein
- Koraal Specht
- Kwarchi
- Labadera
- Mahaai
- Mahuma
- Maria Maai
- Mon Repos
- Muizenberg
- Mundo Nobo
- Nieuwe Haven
- Otrobanda (pol. druga strona) – leży po zachodniej stronie zatoki Sint Annabaai. Założona w 1707 r. jest nowszą częścią miasta, uważaną za jego kulturalne centrum. Połączona z Pundą długim mostem pontonowym biegnącym w poprzek wspomnianej zatoki
- Paradijs
- Parera
- Piscadera Baai
- Punda (pol. punkt) – najstarsza część miasta, położona po wschodniej stronie zatoki Sint Annabaai, łączącej z morzem dużą zatokę Schottegat. Została założona w roku 1634, kiedy Holendrzy zdobyli tę wyspę od Hiszpanii. Przypomina nieco Amsterdam w miniaturze, ze wszystkimi elementami typowymi dla niderlandzkiego budownictwa XVII-XVIII w.[2]
- Rancho
- Ronde Klip
- Rooi Santu
- Rosendaal
- Saliña
- Scharloo
- Seru Lora
- Steenrijk
- Stenen Koraal
- Suffisant
- Wanapa
- Wishi
- Zeelandia

W Willemstad znajduje się port morski, którego nabrzeża znajdują się w większości w zatoce Schottegat i obsługują głównie tutejszą wielką rafinerię ropy naftowej.

## Transport
Port lotniczy Curaçao (Curaçao International Airport) znajduje się po przeciwnej stronie wyspy, w miejscowości Hato. Leży ok. 10 km na północny zachód od centrum miasta.
Do 1920 r. w mieście jeździły tramwaje.

## Współpraca
Miejscowość partnerska:
- Paramaribo, Surinam